# Jean-Paul Beyssen
Pas d'image ? Cliquez ici

a Compétitions nationales et continentales officielles uniquement.

Jean-Paul Beyssen, né le 1er mars 1973 à Toulouse, est joueur français de rugby à XV évoluant au poste de pilier.

## Biographie

### Carrière de joueur
Jean-Paul Beyssen évolue lors de sa carrière de joueur sous les maillots du Stade toulousain et du US Colomiers

### Reconversion
Jean-Paul Beyssen s'est engagé dans la vie politique locale. Élu à la mairie de Labège, il a été désigné pour succéder à Claude Ducert en tant que maire. Toutefois, en 2016, en raison de la charge de travail importante liée à son organisme de formation, il a dû renoncer à cette fonction.

## Palmarès
Avec l'US Colomiers
- Challenge européen :
  - Vainqueur (1) : 1998
- Coupe d'Europe :
  - Finaliste (1) : 1999
- Championnat de France de première division :
  - Vice-champion (1) : 2000

Avec l'université Toulouse Sabathié
- Championnat d'Europe universitaire :
  - Vainqueur (1) : 1998